# Mariano Prado
Mariano Prado Baca (León, provincia de Nicaragua, Capitanía general de Guatemala, Virreinato de Nueva España, Imperio Español, 1776-Antigua Guatemala, 1837) fue un político y abogado centroamericano, fue jefe político de la provincia de San Salvador (1823-24) y tres veces jefe supremo del Estado de El Salvador (1824, 1826-29 y 1832-33), mientras este país era un estado de la República Federal de América Central. Se desempeñó también como vicepresidente de dicha Federación (1830-1832).

## Biografía
Nacido en Nicaragua, de padres criollos. En su juventud, Prado se trasladó con su familia a la ciudad de San Vicente. Él sirvió varios años como voluntario en el Regimiento de Bandera de El Fijo (una unidad del ejército español), y posteriormente decidió estudiar Derecho Civil. Recibió su grado de doctor en Derecho en 1797. Sirvió como regidor del cabildo de la ciudad de San Vicente, donde poseía considerables propiedades rurales. En 1811 apoyó al gobierno colonial durante el movimiento independentista.

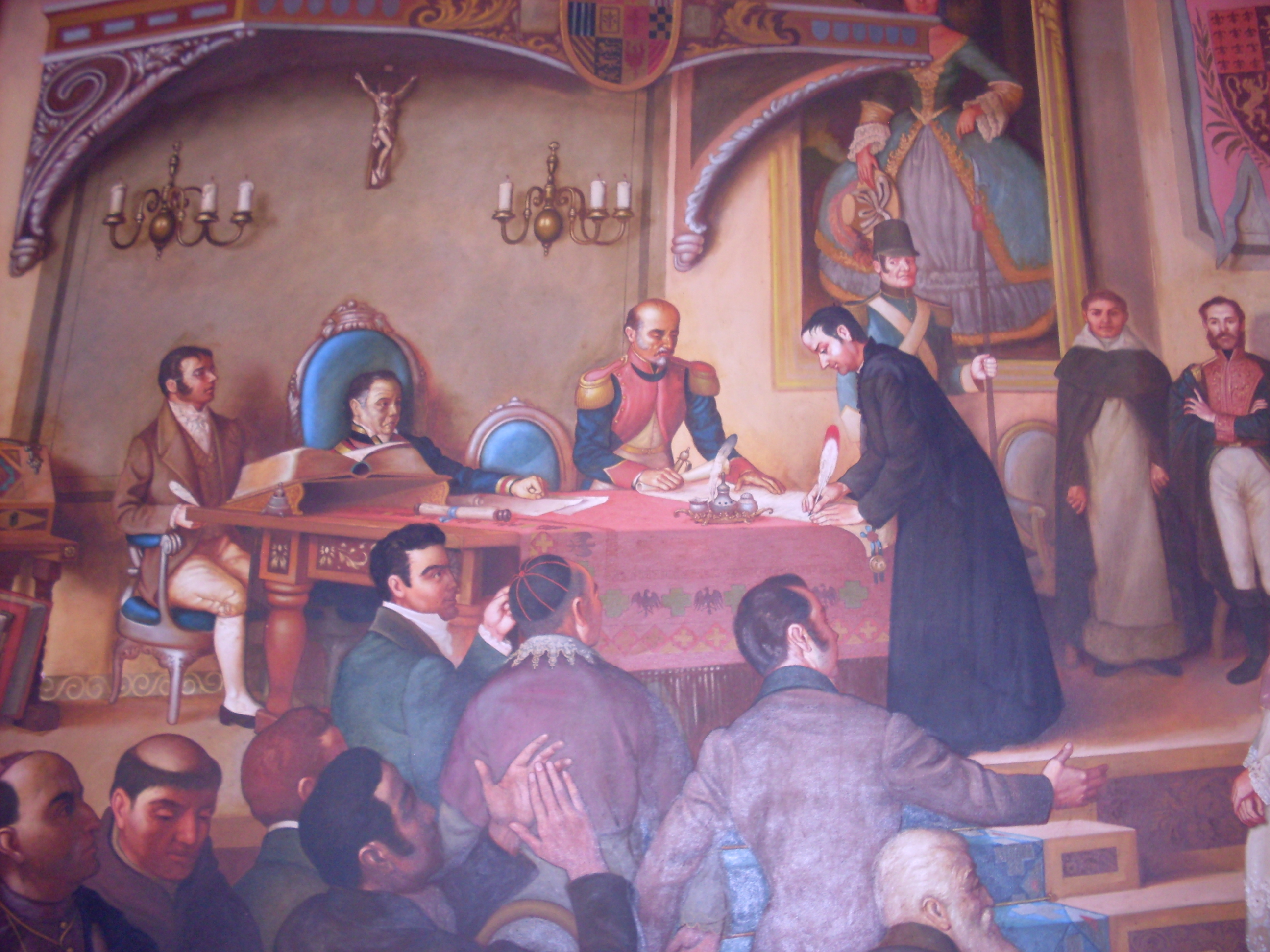
José Matías Delgado al momento de firmar el acta de independencia centroamericana, en una representación de la reunión del 15 de septiembre de 1821 del pintor chileno Luis Vergara Ahumada.

Después de la proclamación de la independencia en 1821, se convirtió en uno de los principales dirigentes del partido liberal. Prado fue elegido diputado en el congreso provincial de 1822. Se opuso a la unión de las provincias centroamericanas al imperio mexicano de Agustín de Iturbide. El 25 de mayo de 1823, asumió como Jefe Provisorio de la Provincia de San Salvador, encabezando el gobierno, hasta el 22 de abril de 1824.
El 1 de octubre al 13 de diciembre de 1824, asumió como Jefe Provisiorio del Estado de El Salvador. Asumió el poder, por tercera vez en calidad de Vicejefe, del 1 de noviembre de 1826 al 30 de enero de 1829, entregando en esa fecha la jefatura a don José María Cornejo. Durante este tercer período (1826-1829), Prado entró en confrontación con las autoridades federales, luego de que el presidente de la Unión, Manuel José Arce disolviera el Congreso federal y depusiera al gobierno liberal del estado de Guatemala. Asimismo, declaró la guerra al gobierno federal en 1827, siendo invadido el territorio salvadoreño por las tropas leales a Arce. Durante los siguientes dos años hubo frecuentes cambios en el curso del conflicto. Finalmente, los liberales del Istmo, incluyendo a Prado, se unieron al general Francisco Morazán, quién tomó la Ciudad de Guatemala, capital de la Federación en 1829 y expulsó a los conservadores. 

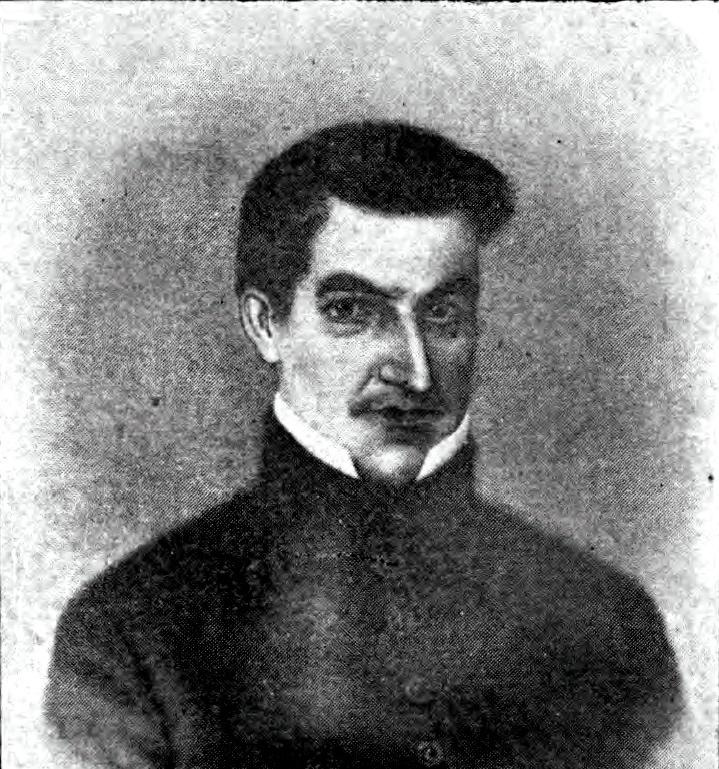
Arce fue su compañero y colega en los momentos independentistas pero se convirtieron en rivales después de la independencia

Realizadas las elecciones para elegir nuevas autoridades federales, en 1830, fueron elegidos Presidente y Vicepresidente de la Federación, Morazán y Prado, respectivamente. 
En 1832, el presidente federal Morazán invadió el territorio salvadoreño, para deponer de la jefatura del Estado a don José María Cornejo, quien había proclamado la separación de El Salvador de la Federación. Vencido Cornejo, el general Morazán promovió el nombramiento de Prado como nuevo jefe del Estado para el que sería su cuarto mandato. Durante este período al frente del Estado de El Salvador, que comprendería del 25 de julio de 1832 al 1 de julio de 1833, introdujo el sistema de jurados y un nuevo impuesto que tenían que pagar todos los ciudadanos, se produjeron levantamientos en Izalco y San Miguel, y ocurrió la sublevación indígena conducida por Anastasio Aquino, estos movimientos hicieron renunciar a Prado y entregar el mando a don Joaquín de San Martín.
En 1835, Prado desempeño su último cargo oficial, al ser elegido como senador federal por el Estado de El Salvador. Falleció en la ciudad de Antigua Guatemala en 1837.